# Iglesia de San Fructuoso (Aussinyà)
La iglesia de San Fructuoso es un edificio situado en la entidad de población española de Aussinyà, en la provincia de Gerona.

## Descripción
El edificio se encuentra en la entidad de población de Aussinyà del municipio español de San Ferreol, perteneciente a la provincia de Gerona, en la comunidad autónoma de Cataluña. Se menciona como iglesia parroquial del lugar en el tercer volumen del Diccionario geográfico-estadístico-histórico de España y sus posesiones de Ultramar de Pascual Madoz, en la entrada correspondiente a «Ausiña», donde aparece descrita con las siguientes palabras:

1 igl. parr. bajo la advocacion de San Fructuoso, cuya fiesta se celebra el dia 21 de enero: es sufragánea de la parr. de Almor, cuyo vicario pasa en los dias feriados á decir misa, y administra los sacramentos caso de necesidad.
(Madoz, 1846, p. 113)